# تنات
تَنَّات أو تَانَّات أو عَفصات (بالإنجليزية: Tannate)‏ هيَ ملح أو إستر حمض التانيك. ألبومين تانات هو مضاد للإسهال، وعادةً يكون على شكل جيلاتين.